# Абкин, Абрам Давыдович
Абрам Давыдович Абкин — советский физикохимик. Доктор химических наук (1952). Профессор (1959). Заслуженный деятель науки и техники РСФСР (1974). Основные работы Абрама Давыдовича Абкина посвящены изучению механизма полимеризационных процессов. Разработал количественную теорию сополимеризации (1951). Создал оригинальный метод получения полиакриламида. В 1980 году открыл фотосенсибилизированную полимеризацию. Лауреат Ленинской премии 1980 года, присуждённой за участие в цикле работ «Обнаружение и исследование аномально быстрой полимеризации в твёрдой фазе». Работы были опубликованы в 1959—78 годах.

## Биография
Окончил Казанский университет в 1928 г. и был приглашён заведующим лабораторией в Физико-химический институт им. Л. Я. Карпова, где работал до конца жизни.
Умер в 1983 году. Похоронен на Востряковском кладбище.